# سند دوم بازل
بال ۲، بازل ۲، سند دوم بازل یا توافقنامه دوم بازل (به انگلیسی: Basel II به فرانسوی: Bâle II) دومین سند از توافقنامه بازل است، که اکنون توسعه یافته و تا حد زیادی توسط سند سوم بازل جایگزین شده‌است،
این سند حاوی توصیه‌هایی در مورد قوانین و مقررات بانکی و صادر شده توسط کمیته نظارت بر بانکداری بازل است.
سند دوم بازل ابتدا در ژوئن ۲۰۰۴ منتشر شد و هدف آن اصلاح استانداردهای بانکی بین‌المللی بود که بر میزان سرمایه بانک‌ها نظارت می‌کرد تا از خطرات مالی و عملیاتی که متوجه بانک‌ها بود محافظت نماید. هدف از این مقررات تضمین این است که هرچه بانک در معرض ریسک بزرگ و قابل‌توجه‌تری باشد، میزان سرمایه بیشتری را برای حفظ توانایی پرداخت بدهی و ثبات کلی اقتصادی خود دردسترس داشته باشد. بازل۲ با تلاش در راستای نائل آمدن به مدیریت ریسک و سرمایه تلاش دارد تا اطمینان حاصل کند که بانک‌ها سرمایه کافی برای مقابله با ریسکی را که از طریق وام دادن، سرمایه‌گذاری و فعالیت‌های تجاری خود، در معرض آن قرار می‌گیرند دارند. توجه دیگر این سند به حفظ هماهنگی کافی در مقررات به منظور محدودکردن نابرابری‌ها در رقابت میان بانک‌های فعال بین‌المللی است.
سند بازل ۲ در سال‌های قبل از ۲۰۰۸ تکمیل و اجرایی شد و قرار بود در اوایل سال ۲۰۰۸ در اکثر اقتصادهای بزرگ اجرا شود؛ بحران مالی ۲۰۰۸–۲۰۰۷ قبل از اینکه سند دوم بازل بتواند به‌طور کامل تأثیر خود را نشان دهد، رخ داد. در حالی که سند سوم بازل مورد مذاکره قرار گرفته بود، بحران مالی ۲۰۰۸–۲۰۰۷ و علل آن اذهان عمومی را به خود مشغول کرده بود. از این رو در سند سوم بازل استانداردهای سخت‌گیرانه‌تری در نظر گرفته شد و به سرعت در برخی از کشورهای کلیدی و مهم از جمله در اروپا و ایالات متحده پذیرفته شد.

## هدف
اهداف نسخه نهایی سند به شرح ذیل بود:
1. تضمین اینکه تخصیص سرمایه حساسیت بیشتری به ریسک دارد یا به اصطلاح ریسک‌پذیرتر است.
2. حصول اطمینان از سازوکار الزامات افشا که که به فعالان بازار اجازه می‌دهد نسبت کفایت سرمایه یک مؤسسه را ارزیابی کنند.
3. حصول اطمینان و مراقبت از اینکه ریسک اعتباری، ریسک عملیاتی و ریسک بازار بر اساس داده‌ها و روش‌های رسمی اندازه‌گیری و مطرح می‌شوند.
4. مبادرت به هماهنگی و هم‌سویی بیشتر میان سرمایه‌های اقتصادی و نظارتی برای کاهش محدوده آربیتراژ نظارتی

در حالی که توافق نهایی به‌طور کلی به موضوع آربیتراژ نظارتی پرداخته‌است، هنوز نقاطی وجود دارد که الزامات و مقرارت سرمایه نظارتی با سرمایه اقتصادی متفاوت است و از هم‌سویی کمتری برخوردار است.

## کارکرد و ارکان سند: ارکان سه‌گانه
سند دوم بازل یک مفهوم سه رکنی است که این ارکان شامل: حداقل سرمایه مورد نیاز (بررسی ریسک)، بررسی نظارتی و نظام بازار می‌شوند.
سند نخست بازل فقط به بخش‌هایی از هر یک از این ارکان می‌پرداخت. به عنوان مثال: در مورد رکن اول سند دوم بازل، تنها به ریسک اعتباری بود در سند اول بازل اشاره شده بود، در حالی که ریسک بازار یک مقوله ثانویه به حساب می‌آمد و ریسک عملیاتی اصلاً مورد توجه قرار نگرفته بود.

### رکن اول: حداقل سرمایه مورد نیاز
رکن اول مربوط به حفظ سرمایه نظارتی محاسبه شده برای سه جزء اصلی ریسک است که بانک با آن مواجه است؛ یعنی ریسک اعتباری، ریسک عملیاتی و ریسک بازار هستند. سایر ریسک‌ها در این مرحله به‌طور کامل قابل سنجش نیستند.
1. ریسک اعتباری را می‌توان به سه روش مختلف با درجه‌های مختلف پیچیدگی محاسبه کرد، این روش‌ها شامل رویکرد استاندارد، رویکرد مبتنی بر رتبه‌بندی داخلی بنیادی و رویکرد مبتنی بر رتبه‌بندی داخلی پیشرفته هستند. رویکرد مبتنی بر رتبه‌بندی داخلی به زبان انگلیسی تحت عنوان (IRB) Internal Rating-Based Approach شناخته می‌شود.
2. برای ریسک عملیاتی، سه رویکرد مختلف وجود دارد. که شامل رویکرد شاخص پایه (BIA)، رویکرد استاندارد (TSA) و رویکرد اندازه‌گیری داخلی (که یک شکل پیشرفته رویکرد اندازه‌گیری پیشرفته (AMA) است) هستند.
3. برای ریسک بازار، رویکرد دارایی در خطر (VaR) مقدم‌تر است و ترجیح داده می‌شود.

توصیه‌های سند دوم بازل توسط صنعت بانکداری به مرحله اجرا در می‌آید، در نتیجه به مرور زمان به جای استفاده از مقررات استانداردشده از مقررات دقیق‌تر و خاص‌تر که برای هر طبقه‌بندی از ریسک که توسط هر بانک ایجاد شده‌است، استفاده می‌کند. مزیت بانک‌هایی که سیستم‌های اندازه‌گیری ریسک قرادادی خود را توسعه و گسترش می‌دهند این است که در عوض به حداقل سرمایه مورد نیاز کمتری نسبت به سایر بانک‌ها نیاز خواهند داشت. به نظر می‌رسد در آینده، پیوندهای نزدیک‌تری بین مفاهیم سرمایه اقتصادی و سرمایه نظارتی ایجاد خواهد شد.

### رکن دوم: بررسی نظارتی
رکن دوم نوعی بازوی نظارتی برای مفاهیم بیان شده در رکن اول است. که به تنظیم‌کنندگان ابزار نظارتی بهتری نسبت به سایر ابزارهای قبلی که در گذشته وجود داشت، می‌دهد. همچنین چارچوبی برای مقابله با ریسک سیستمی، ریسک بازنشستگی، ریسک تمرکز، ریسک استراتژیک، ریسک شهرت، ریسک نقدشوندگی و ریسک قانونی را فراهم می‌کند که این سند این ریسک‌ها را تحت عنوان ریسک‌های باقی‌مانده ترکیب می‌نماید. و طبق آن بانک‌ها می‌توانند سیستم مدیریت ریسک خود را بررسی کنند.
فرایند ارزیابی کفایت سرمایه داخلی (ICAAP) از دست‌آوردهای رکن دوم سند دوم بازل است.

### رکن سوم: نظام بازار
هدف این رکن تکمیل دو رکن قبلی با ایجاد مجموعه‌ای از الزامات افشا است که به فعالان بازار امکان می‌دهد نسبت کفایت سرمایه یک مؤسسه را بسنجند.
نظام بازار مکمل مقررات وضع شده توسط تنظیم‌کننده‌ها است. از آنجایی که به اشتراک‌گذاری اطلاعات ارزیابی بانک را توسط دیگران از جمله سرمایه‌گذاران، تحلیل‌گران، مشتریان، سایر بانک‌ها و آژانس‌های رتبه‌بندی تسهیل می‌کند در نهایت منجر به حاکمیت شرکتی خوب می‌شود. هدف رکن سوم این است که با الزام موسسات به افشای جزئیات حوزه کاربرد، سرمایه، مواجهه با ریسک، فرآیندهای ارزیابی ریسک و کفایت سرمایهٔ مؤسسه، به نظام بازار اجازه آزادی عمل بدهد. باید با نحوه ارزیابی و مدیریت ریسک‌های مؤسسه توسط مدیریت ارشد، از جمله هیئت مدیره، سازگار باشد. وقتی فعالان بازار درک کافی از فعالیت‌های بانک و کنترل‌هایی که برای مدیریت مواجهه‌های بانکی دارد، داشته باشند، بهتر می‌توانند بین سازمان‌های بانکی تمایز قائل شوند تا بتوانند به کسانی که ریسک‌های خود را محتاطانه مدیریت می‌کنند پاداش داده و آن‌هایی را که این کار را نمی‌کنند مجازات کنند.
انتشار اطلاعات باید حداقل دو بار در سال انجام شود البته به جز انتشار کیفی که خلاصه‌ای از اهداف و سیاست‌های کلی مدیریت ریسک را ارائه می‌کند که می‌تواند سالانه انجام شود. مؤسسات همچنین ملزم به ایجاد یک خط مشی رسمی در مورد اطلاعات منتشر شده و کنترل‌های اطراف خود همراه با اعتبار و فراوانی این افشاها هستند. به‌طور کلی، انتشار اطلاعات در رکن سوم برای بالاترین سطح تلفیقی گروه بانکی که چارچوب سند دوم بازل در آن اعمال می‌شود، اعمال می‌شود.

## به‌روزرسانی‌ها به ترتیب انتشار

### به‌روزرسانی سپتامبر سال ۲۰۰۵
در ۳۰ سپتامبر ۲۰۰۵، چهار آژانس بانکداری فدرال ایالات متحده یعنی دفتر کنترل‌کننده ارز، شورای حکام فدرال رزرو، شرکت بیمه سپرده فدرال، و اداره نظارت بر صرفه‌جویی برنامه‌های خود در راستای تجدید نظر برای اجرای سند دوم بازل توسط ایالات متحده آمریکا را اعلام کردند. این مسئله موجب شد تا اجرای سند دوم بازل برای بانک‌های آمریکایی ۱۲ ماه به تأخیر بیافتد.

### به‌روزرسانی نوامبر ۲۰۰۵
در ۱۵ نوامبر ۲۰۰۵، کمیته نسخه اصلاح شده سند را منتشر کرد که شامل تغییراتی در محاسبات ریسک بازار و رسیدگی به اثرات نکول مضاعف بود. این تغییرات از قبل به عنوان بخشی از مقاله‌ای که در ژوئیه ۲۰۰۵ منتشر شده بود، مشخص شده بودند.

### به‌روزرسانی ژوئیه ۲۰۰۶
در ۴ جولای ۲۰۰۶، کمیته نسخهٔ جامعی از سند را منتشر کرد که شامل چارچوب سند دوم بازل جولای ۲۰۰۴، عناصر سند اول ۱۹۸۸ که در طی فرایند سند دوم بازل مورد تجدیدنظر قرار نگرفتند، اصلاحیه ۱۹۹۶ سند اول برای گنجاندن ریسک‌های بازار، و مقاله نوامبر ۲۰۰۵ در مورد سند دوم بازل تحت عنوان همگرایی بین‌المللی اندازه‌گیری سرمایه و استانداردهای سرمایه چارچوب تجدیدنظر شده بودند. نسخه منتشر شده در این تاریخ همان نسخه‌ای است که در حال حاضر نیز از آن استفاده می‌شود.

### به‌روزرسانی نوامبر ۲۰۰۷
در ۱ نوامبر ۲۰۰۷، دفتر کنترل‌کننده ارز زیر نظر وزارت خزانه‌داری ایالات متحده قانونی نهایی را تصویب کرد که رویکردهای پیشرفته سند دوم بازل را اجرا می‌کند. به موجب این قانون توقعات نظارتی و تنظیم‌گری برای ریسک اعتباری از طریق رویکرد مبتنی بر رتبه‌بندی داخلی (IRB) و ریسک عملیاتی از طریق رویکرد اندازه‌گیری پیشرفته (AMA) ایجاد می‌شود. همچنین به وضوح استانداردهای پیشرفته‌ای برای بررسی نظارتی کفایت سرمایه و افشای اطلاعات عمومی برای بزرگ‌ترین بانک‌های ایالات متحده آمریکا بیان می‌شود.

### به‌روزرسانی ۱۶ ژوئیه ۲۰۰۸
در ۱۶ جولای ۲۰۰۸، بانکداری فدرال و شورای حکام فدرال رزرو، شرکت بیمه سپرده فدرال، دفتر کنترل ارز و اداره نظارت بر صرفه جویی دستورالعمل نهایی را صادر کرد که طی آن فرایند بررسی نظارتی به‌طور مختصر برای موسسات بانکی که چارچوب جدید کفایت سرمایه پیشرفته یا همان سند دوم بازل را اجرا می‌کنند شرح داده بود. دستورالعمل نهایی، با هدف بررسی نظارتی، برای کمک به مؤسسات بانکی برای برآورده‌کردن شایستگی موردنیاز خود با رویکرد قانونی پیشرفته از ۱ آوریل ۲۰۰۸ اجرایی شد.

### بازل ۲٫۵
در جهت همفکری عمومی، مجموعه‌ای از پیشنهادها برای تقویت چارچوب سند دوم بازل توسط کمیته بازل اعلام شد. که یک بسته مشورتی منتشر می‌کرد که شامل مواردی همچون اصلاح در چارچوب ریسک بازار سند دوم بازل، دستورالعمل محاسبه سرمایه برای ریسک افزایشی در دفتر تجاری و پیشنهادها برای گسترش چهارچوب سند دوم بازل بود.
بسته نهایی اقدامات معروف به بازل ۲٫۵ برای تقویت ارکان سه‌گانه چارچوب سند دوم بازل و تقویت قوانین ۱۹۹۶ حاکم بر سرمایه دفتر بازرگانی توسط کمیته نظارت بر بانکداری بازل که به تازگی توسعه یافته شده بود، صادر شد. این اقدامات شامل بهبود چارچوب سند دوم بازل، بازنگری در چارچوب ریسک بازار در سند دوم بازل و دستورالعمل‌های محاسبه سرمایه برای ریسک افزایشی در دفتر تجاری بود. مشاورهٔ سازنده دیگری در دسامبر ۲۰۰۹ دریافت شد که منجر به به روز رسانی‌های بیشتر در سال ۲۰۱۰ شد.

## اجرا

### هماهنگی بین‌المللی
یکی از دشوارترین جنبه‌های اجرای یک توافق‌نامه بین‌المللی، نیاز به تطبیق فرهنگ‌های مختلف، مدل‌های ساختاری متفاوت، پیچیدگی‌های سیاست‌گذاری عمومی و مقررات موجود است. بر اساس نحوه تفسیر سند دوم بازل توسط قانون‌گذاران کشورهای مختلف، مدیریت ارشد بانک‌ها استراتژی شرکت را به شیوهٔ آن کشوری که در آن نوع خاصی از کسب و کار را پایه‌گذاری کرده‌اند، تعیین می‌کنند.
برای کمک به بانک‌هایی که دارای شعبه‌های متعدد در کشورهایی با مقررات گزارش‌دهی متفاوت هستند، نرم‌افزارهای متعددی وجود دارد. که شامل موتورهای محاسبه سرمایه و توسعهٔ راه‌حل‌های گزارش خودکار، از جمله گزارش‌های مورد نیاز در نظام گزارش‌دهی سرمایه و مالی (COREP/FINREP) می‌باشد.
برای مثال، شیلا بایر، رئیس شرکت بیمه سپرده فدرال ایالات متحده آمریکا، در ژوئن ۲۰۰۷ هدف از اقدامات الزامات کفایت سرمایه برای بانک‌ها از جمله این توافق را به این شکل توضیح داد:
دلایل محکمی برای این باور وجود دارد که بانک‌هایی که به حال خودشان رها می‌شوند، سرمایه کمتری را از حدی که باید برای احتیاط حفظ کنند حفظ می‌نمایند. واقعیت این است که بانک‌ها از نظام حفاظتی قطعی و آشکار دولت سود می‌برند از این رو سرمایه‌گذاری در بانک به عنوان یک شرط مطمئن تلقی می‌شود. و در نتیجه بانک‌ها بدون تنظیم سرمایه مناسب، با سرمایه ناکافی یا بدون سرمایه در بازار فعالیت می‌کنند. و دولت‌ها و بیمه‌گذاران سپرده در نهایت بیشتر ریسک و هزینه شکست بانک‌ها را متحمل می‌شوند. تجربیات گذشته نشان می‌دهد این موضوع بسیار واقعی است… همان‌طور که در مورد بانکداری ایالات متحده و بحران وام و پس‌انداز در اواخر دهه ۱۹۸۰ و ۱۹۹۰ دیدیم. لایحه نهایی برای تنظیم کافی نبودن سرمایه می‌تواند بسیار سخت و پرزحمت باشد. به‌طور خلاصه، قانون‌گذاران نمی‌توانند تصمیمات مربوط به سرمایه را به‌طور کامل به بانک‌ها واگذار کنند. اگر این اقدام را انجام می‌دادیم، به وظیفه خود به درستی عمل نمی‌کردیم یا در خدمت منافع عمومی نبودیم.

### پیشرفت اجرایی
قانون‌گذاران در اکثر حوزه‌های قانون‌گذاری در سراسر جهان قصد دارند سند جدید را اجرا نمایند، اما زمان‌بندی‌های متفاوت و استفاده از روش‌های متفاوت اجرای این سند را با محدودیت مواجه کرده‌است. قانون‌گذارن مختلف در ایالات متحده بر روی یک رویکرد نهایی توافق کرده‌اند. آنها رویکردی مبتنی بر رتبه‌بندی داخلی را برای بانک‌های بزرگ الزامی کرده‌اند و رویکرد استاندارد شده برای بانک‌های کوچک‌تر در قابل استفاده خواهد بود.
در کشور هند بانک ذخایر هند شکل استاندارد سند دوم بازل را در ۳۱ مارس ۲۰۰۹ اجرا کرد و در حال حرکت به سمت رتبه‌بندی داخلی اعتبار و هنجارهای رویکرد اندازه‌گیری پیشرفته برای ریسک‌های عملیاتی در بانک‌ها می‌باشد. ضوابط بانک ذخایر هند برای بانک‌های واقع در هند از سپتامبر ۲۰۱۰ شامل سهام عادی ۳٫۶درصد، سرمایه درجه یک ۶ درصد و کل سرمایه ۹ درصد دارایی‌های موزون ریسک می‌باشد. طبق دستورالعمل‌های پیش‌نویس منتشر شده توسط بانک ذخایر هند، نسبت‌های سرمایه به این صورت تنظیم می‌شود که سهام عمومی ۵٪ + ۲٫۵٪ (سپر حفظ سرمایه) + ۰–۲٫۵٪ (سپر چرخه‌ای متقابل)، ۷٪ از سرمایه درجه یک و حداقل نسبت کفایت سرمایه (به استثنای سپر حفظ سرمایه)، ۹ درصد از دارایی‌های موزون به ریسک خواهند بود؛ بنابراین سرمایه مورد نیاز واقعی بین ۱۱ تا ۱۳٫۵ درصد است که شامل سپر حفظ سرمایه و سپر چرخه‌ای متقابل خواهد بود.
در پاسخ به پرسشنامه‌ای که توسط مؤسسه ثبات مالی (FSI) منتشر شد، ۹۵ قانون‌گذار داخلی اعلام کردند که قرار است سند دوم بازل را به گونه‌ای تا سال ۲۰۱۵ اجرا کنند. اتحادیه اروپا قبلاً این توافقنامه را از طریق راهنمای الزامات سرمایه‌ای اتحادیه اروپا اجرا کرده‌است و بسیاری از بانک‌های اروپایی در حال حاضر نسبت کفایت سرمایه خود را طبق سیستم جدید گزارش می‌دادند. تا اینکه همه مؤسسات اعتباری آن را تا سال ۲۰۰۸–۲۰۰۹ پذیرفتند. استرالیا نیز، از طریق مرجع مقررات احتیاطی استرالیا، چارچوب سند دوم بازل را در ۱ ژانویه ۲۰۰۸ اجرا کرد.

## بحران مالی جهانی
نقش سند دوم بازل، چه قبل و چه بعد ازبحران مالی ۲۰۰۸–۲۰۰۷، به‌طور گسترده مورد بحث قرار گرفته‌است. در حالی که برخی استدلال می‌کنند که بحران مالی ضعف‌هایی را در چارچوب این سند نشان داد، برخی دیگر از آن به دلیل افزایش تأثیر بحران انتقاد کرده‌اند. در پاسخ به بحران مالی، کمیته نظارت بر بانکداری بازل با تجدیدنظر در استانداردهای سندی را منتشر کرد که عموماً به عنوان سند سوم بازل شناخته می‌شود. کمیته بازل مدعی شد که استانداردهای جدید منجر به کیفیت بهتر سرمایه، افزایش پوشش ریسک برای فعالیت‌های بازار سرمایه و استانداردهای نقدشوندگی بهتر و مزایای دیگر می‌شود.
ناوت ولینک، رئیس سابق کمیته بازل، مقاله‌ای در سپتامبر ۲۰۰۹ نوشت که در آن برخی از واکنش‌های استراتژیک که کمیته باید به عنوان پاسخ به بحران اتخاذ کند، تشریح شده بود. او چارچوب نظارتی قوی‌تری را پیشنهاد کرد که شامل پنج جزء کلیدی کیفیت بهتر سرمایه نظارتی، مدیریت نقدشوندگی در کنار نظارت، مدیریت ریسک و نظارت بهتر از جمله تقویت دستورالعمل‌های رکن دوم، تقویت شفافیت اطلاعات رکن سوم مربوط به مربوط به اوراق بهادار، ارائه موارد خارج از ترازنامه و فعالیت‌های تجاری که شفافیت را ارتقا می‌دهد و همکاری نظارتی فرامرزی بود. با توجه به اینکه یکی از عوامل اصلی که منجر به بحران شد، از بین‌رفتن توان نقدشوندگی در بازارهای مالی بود، کمیته بازل همچنین اصولی را برای مدیریت و نظارت بهتر نقدینگی در سپتامبر ۲۰۰۸ منتشر کرد.
مطالعه سازمان همکاری و توسعه اقتصادی نشان می‌دهد که مقررات بانکی بر اساس توافق‌نامه بازل، شیوه‌های تجاری غیرمتعارف را تشویق می‌کند و به شوک‌های نامطلوب سیستمی کمک کرده یا حتی آن‌ها را تقویت می‌کند که در طول بحران مالی تحقق پیدا کرده‌است. طبق این مطالعه، تنظیم سرمایه بر اساس دارایی‌های موزون به ریسک، منجر به ابتکاراتی طراحی شده برای دور زدن الزامات نظارتی می‌شود و تمرکز بانک‌ها را از عملکردهای اقتصادی اصلی‌شان دور می‌کند. الزامات سرمایه‌ای سخت‌تر بر اساس دارایی‌های موزون به ریسک، که در سند سوم بازل معرفی شده‌اند، ممکن است بیشتر به این انگیزه‌های ناهنجار کمک کند. مقررات جدید نقدشوندگی، علی‌رغم نیت خوبشان، یکی دیگر از گزینه‌های احتمالی برای افزایش انگیزه‌های بانکی در جهت سوءاستفاده از مقررات است.
اندیشکده‌هایی مانند شورای جهانی بازنشستگی همچنین استدلال کرده‌اند که قانون‌گذاران اروپایی به‌طور آمرانه و از روی خام‌اندیشی برای پذیرش توصیه‌های سند دوم بازل که در سال ۲۰۰۵ به تصویب رسید و در سال ۲۰۰۸ با دستورالعمل الزامات سرمایه در قوانین اتحادیه اروپا جایگزین شده بود، اصرار کرده‌اند. در اصل، آنها بانک‌های خصوصی، بانک‌های مرکزی و تنظیم‌کننده‌های بانکی را مجبور کردند که بیشتر بر ارزیابی ریسک اعتباری آژانس‌های رتبه‌بندی خصوصی تکیه کنند؛ بنابراین، بخشی از مرجع نظارتی به نفع موسسات رتبه‌بندی خصوصی کنار گذاشته و تضعیف شد.
مدت‌ها قبل از اجرای سند دوم بازل، جورج دبلیو استروک و مارتین ویگرز اشاره کردند که یک بحران مالی و اقتصادی در جهان به دلیل وابستگی ساختاری به چند آژانس رتبه‌بندی رخ خواهد داد. پس از وقوع بحران، آلن گرینسپن در سال ۲۰۰۷ با این نظر موافقت کرد. گزارش کمیسیون بررسی بحران مالی چنین دیدگاهی را در سال ۲۰۱۱ تأیید کرد.